# Masoud Sulaiman
Masoud Sulaiman (Arabic:مسعود سليمان) (sinh ngày 16 tháng 6 năm 1992) là một cầu thủ bóng đá người Các Tiểu vương quốc Ả Rập Thống nhất. Hiện tại anh thi đấu cho Al Nasr.
Sulaiman ra mắt cho Đội tuyển bóng đá quốc gia Các Tiểu vương quốc Ả Rập Thống nhất trong thất bại giao hữu 1-0 trước Syria.